# Dettum

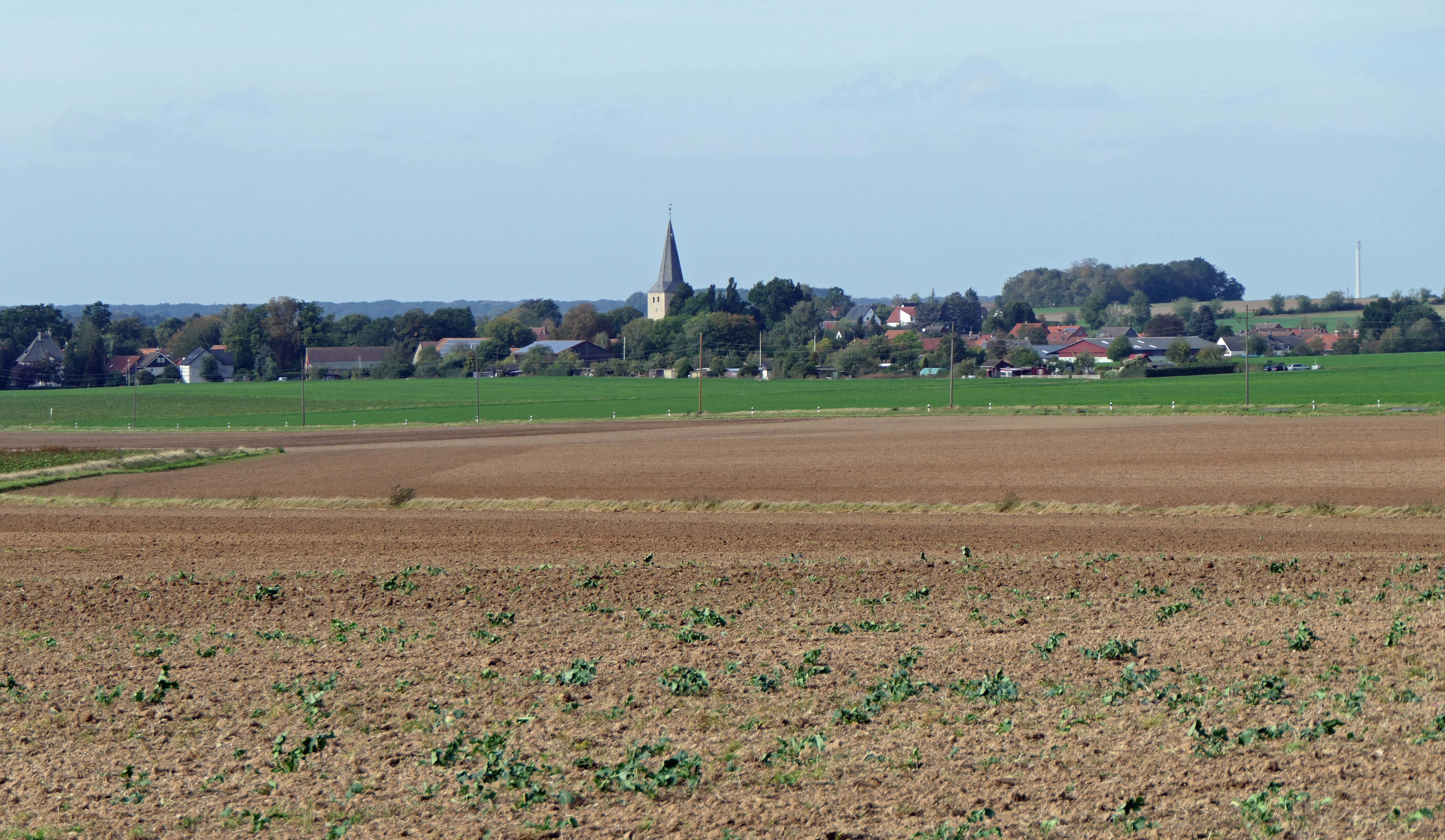
Dettum von Südosten

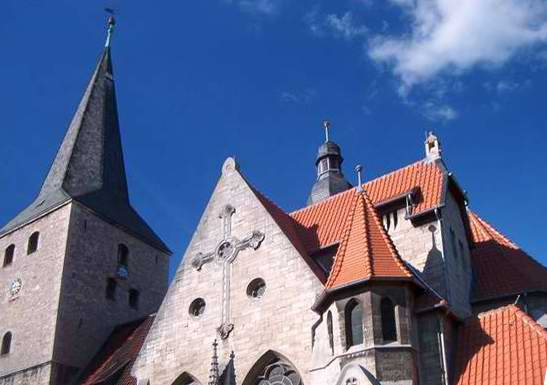
St. Johannes Baptista in Dettum

Dettum ist eine Gemeinde im Landkreis Wolfenbüttel in Niedersachsen, (Deutschland). Dettum ist Mitgliedsgemeinde der Samtgemeinde Sickte.

## Geografie
Die Gemeinde Dettum besteht aus den Ortsteilen: (Einwohnerzahlen Stand Dezember 2022)
- Dettum, mit 984 Einwohnern der größte Ort der Gemeinde
- Mönchevahlberg mit Mönchevahlberg-Zuckerfabrik, 167 Einwohner
- Weferlingen, 79 Einwohner

Der Ort Dettum liegt am nördlichen Talrand der Altenau und wird von dem aus dem Elmrand kommenden Hachumer Bach durchflossen, der sich oberhalb des Ortes teilt. Der rechte, westliche Arm mäandert als Krumme Beeke durch den Siedlungskern, der linke Arm passiert die Siedlung östlich. Beide vereinen sich am Beekendamm wieder und fließen zur ehemaligen Zuckerfabrik. Westlich von Dettum liegt das Landschaftsschutzgebiet Vilgensee, östlich eine ehemalige Deponie.
Die Kirche in Dettum liegt auf einer Höhe von etwa 93 m ü. NHN.

## Geschichte
Dettum war schon früh besiedelt, was durch Grabungsfunde, große dreieckige Bronzedolche aus der frühen Bronzezeit, belegt ist. Dettum wurde im Jahr 1226 erstmals urkundlich als Thitene erwähnt und 1280 als Dettene. Die Kirche St. Johannis-Baptista wurde erstmals im Jahr 1300 erwähnt. Bereits im späten Mittelalter hatte Dettum Bedeutung, da es an einer Heerstraße lag.
Der frühe Ort besaß ein adliges Gut, das zum Aegidienkloster in Braunschweig gehörte und 1542 freigegeben wurde. Es gab zwischen Hachum und Dettum einen Ort Honroth, aus dem eine adelige Familie gleichen Namens stammte.
Von 1773 bis 1797 lebte Hermann Bräß als evangelischer Pastor in Dettum; hier gründete er 1786 die Zeitung für Städte, Flecken und Dörfer, die zum ersten Mal auch Leserbriefe enthielt. Im Jahre 1800 beherbergte Dettum einen Schriftsassenhof, eine Kirche mit Pfarre und Pfarrwitwenhaus, die Opferei, drei Ackerhöfe, acht Halbspännerhöfe, 32 Kothöfe und drei Brinksitzerstellen mit 385 Einwohnern.

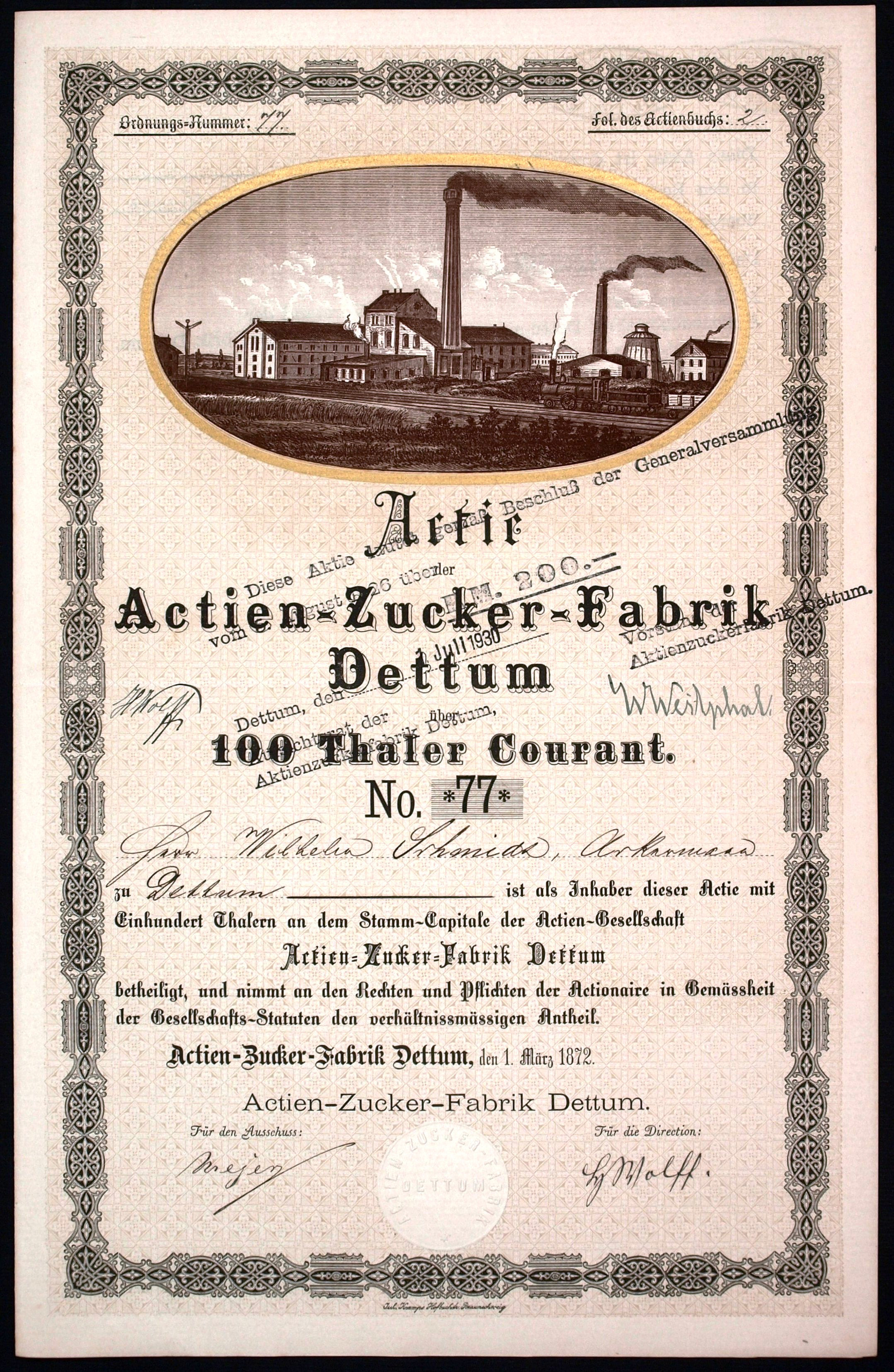
Gründeraktie der Actien-Zucker-Fabrik Dettum vom 1. März 1872

Im Jahre 1843 erhielt Dettum einen eigenen Bahnhof auf der Bahnstrecke Wolfenbüttel–Oschersleben und mit dem Bau der Zuckerfabrik 1871 wurde der Wohlstand der Bauernschaft wesentlich gemehrt. Die Zuckerfabrik wurde 1953 stillgelegt und deren Aktivitäten gingen auf die Aktien-Zuckerfabrik Schöppenstedt über.
Am 1. März 1974 wurden die Gemeinden Mönchevahlberg und Weferlingen eingegliedert.

## Politik

### Gemeinderat
Der Rat der Gemeinde Dettum setzt sich aus elf Mitgliedern zusammen. Die Ratsmitglieder werden durch eine Kommunalwahl für jeweils fünf Jahre gewählt.
Bei der Kommunalwahl 2021 ergab sich folgende Sitzverteilung:
| Gemeinderat 2021Insgesamt 11 Sitze - SPD: 3 - Grüne: 2 - UWB: 3 - CDU: 3 | Gemeinderatswahl 2021Wahlbeteiligung: 70,97 % 403020100 30,75 %28,27 %26,89 %14,09 % CDUSPDUWBcGrüneAnmerkungen:c Unabhängiges Wähler Bündnis Dettum |

### Bürgermeister
Ehrenamtlicher Bürgermeister ist seit November 2021 Ole Jahnke (Unabhängiges Wählerbündnis Dettum; UWB). Er folgt damit auf Konrad Gramatte (CDU, 2016–2021).

### Wappen
| | Blasonierung: „In Gold auf blauem Schildfuß darin drei goldene Zuckerrüben, eine blaue Bockwindmühle.“ |
| Wappenbegründung: Im Mittelpunkt des Wappens steht die 1867 erbaute Bockwindmühle. Sie weist auf die große Bedeutung der Landwirtschaft während der vergangenen Jahrhunderte hin. Die Zuckerrüben im Schildfuß charakterisieren insbesondere den Rübenanbau und sie wurden noch vor wenigen Jahren in der hiesigen Zuckerfabrik verarbeitet. Die Dreizahl symbolisiert die drei Dettumer Ortsteile Dettum, Weferlingen und Mönchevahlberg. Das Wappen wurde von Eckhard Kuske gestaltet und vom Gemeinderat am 8. Oktober 1990 angenommen. | |

### Flagge
Die Gemeinde führt keine Flagge.

### Dienstsiegel
Das Dienstsiegel enthält das Wappen der Gemeinde Dettum und die Umschrift „Gemeinde Dettum, Landkreis Wolfenbüttel“.

## Kultur und Sehenswürdigkeiten

### Bauwerke
- Die St.-Johannes-Baptista-Kirche mit dem mächtigen mittelalterlichen Turm enthält ein Kreuz mit einem 127 cm hohen Corpus, das auf etwa 1225 bis 1230 datiert wird und möglicherweise als Triumphkreuz geschaffen wurde.[13]

- Die Bockwindmühle in Dettum ist ein Baudenkmal. In der Windmühle wurde seit 1863 das Korn der Bauern aus Dettum, Mönchevahlberg und Weferlingen gemahlen. 1976 restaurierte die Dorfgemeinschaft diese Mühle und gründete einen Verein zum kontinuierlichen Erhalt.[5][14][15]

### Sport
Einer der Vereine, der MTV Dettum von 1899 e. V. mit den Sparten Fußball, Tischtennis, Turnen und Schießen, hat etwa 600 Mitglieder und wurde am 12. Januar 1899 gegründet.

## Wirtschaft und Infrastruktur
Heute gibt es in Dettum einen Kindergarten, eine Grundschule, ein Freibad und ein Dorfgemeinschaftshaus.
Verkehr
Der Haltepunkt Dettum liegt an der Bahnstrecke Wolfenbüttel–Oschersleben. Diese Strecke wird nur noch bis Schöppenstedt befahren; ab dort ist die Strecke stillgelegt. Zumindest bis in die 1980er-Jahre war diese Betriebsstelle ein Bahnhof mit mindestens einer Weiche.
Fiskalpolitik
Am 1. Oktober 2018 warnte der Bund der Steuerzahler vor einer Anhebungsspirale kommunaler Steuern und hob Dettum als Negativbeispiel beim Hebesatz der Grundsteuer B hervor, da es zwischen 2017 und 2018 zu einer Anhebung des Grundsteuer-Hebesatzes von 200 Prozentpunkten auf 600 Prozent gekommen war (Stand 2023); seitdem zählt die Gemeinde Dettum zu einer der teuersten Gemeinden Niedersachsens in Bezug auf Bodenzinsabgaben.

## Persönlichkeiten
- Hans Hildebrand (1889–1975), Politiker (FDP)
- Franz Merkhoffer (* 1946), Fußballspieler
- Laurence Gérrard (* 1967), Chansonnier, Musiker und Schauspieler.